# Tom Soetaers
Tom Soetaers (Tienen, Bélgica, 21 de julio de 1980) es un futbolista belga, se desempeña como centrocampista y actualmente juega en el RKV Malinas.

## Clubes
| Club           | País         | Año       | Partidos | Goles |
| -------------- | ------------ | --------- | -------- | ----- |
| RSC Anderlecht | Bélgica      | 1998-2000 | 6        | 0     |
| Roda JC        | Países Bajos | 2000-2004 | 98       | 23    |
| AFC Ajax       | Países Bajos | 2004-2005 | 17       | 4     |
| KRC Genk       | Bélgica      | 2005-2009 | 99       | 19    |
| KV Cortrique   | Bélgica      | 2009      | 8        | 0     |
| RKV Malinas    | Bélgica      | 2010 -    | 17       | 3     |

- Datos: Q2673643
- Multimedia: Tom Soetaers / Q2673643